# بدیع‌الملک میرزا عمادالدوله
بدیع‌الملک میرزا عمادالدوله شاهزاده قاجار و پسر امام‌قلی میرزا عمادالدوله بود. او ابتدا لقب «حشمت‌السلطنه» داشت و پس از فوت پدرش لقب او را که «عمادالدوله» بود به ارث برد. دو بار در فاصله‌ی سال‌های ۱۲۹۲–۱۲۹۳ قمری و ۱۲۹۷–۱۲۹۸ قمری حاکم کرمانشاه و کردستان بود.  از ۱۳۰۵ تا ۱۳۰۶ قمری نیز حکومت یزد را برعهده داشت. 
هانری کربن از بدیع‌الملک میرزا با عنوان «افتخار طبقۀ اشراف ایرانی قرن گذشته» یاد کرده‌است.

## فعالیت‌های فلسفی
شهرت بدیع‌الملک میرزا به سبب دانش او در فلسفه، ادبیات ریاضیات و نجوم است. او در بعضی از این علوم تألیفاتی نیز داشت، از جمله کتابی به نام عمادالحکمه که شرحی به زبان فارسی بر المشاعر ملاصدرا است و در سال ۱۳۴۲ شمسی به همراه المشاعر به کوشش هانری کربن در تهران به چاپ رسید. همچنین آقاعلی زنوزی، فیلسوف دوره ناصرالدین‌شاه، کتاب بدایع‌الحکم را در سال ۱۳۰۷ قمری در پاسخ به هفت پرسش بدیع‌الملک میرزا تألیف کرده‌است.
بدیع‌الملک به فلسفۀ اسلامی اشراف داشته و از مسائل فلسفۀ اروپایی نيز آگاه بوده‌است. او با زبان فرانسوی آشنایی داشته و پیش از طرح پرسش‌های خود در جستجوی كتاب «امر نامتناهی و كمیت (بررسی دربارۀ مفهوم نامتناهی در فلسفه و علوم)» نوشتۀ اولن (۱۹۱۰-۱۸۳۰)از فیلسوفان نو كانتی فرانسه و از پیروان شارل رنویه بوده‌است. او ابتدا پرسش‌های خود را از استادش میرزا علی‌اكبر حكمی یزدی (م ۱۹۲۵) می‌پرسد و چون از پاسخ‌های وی قانع نمی‌شود بار دیگر همان پرسش‌ها را از آقاعلی می‌پرسد. پاسخ‌های آقاعلی به اكثر پرسش‌ها مفصل و عميق است، اما پاسخ وی به پرسش هفتم كه در آن نام چند تن از فیلسوفان غرب از جمله كانت به ميان آمده بسیار مختصر و ناكافی است.
کتاب بدابع‌الحکم نوشتۀ بدیع‌الملک میرزا نخستین کتاب تألیفی در زمینۀ فلسفه در ایران است که در آن نامی از فیلسوفان غرب به میان آمده‌است. بدیع‌الملک میرزا در این کتاب که در سال ۱۸۸۷ تألیف و در سال ۱۸۹۴ منتشر شده‌است، ۷ پرسش فلسفی از ملاعلی مدرس زنوزی پرسیده و از فیلسوفانی مانند باکن (فرانسیس بیکن)، لیبنز (لایب‌نیتس)، فنلن، بوسوت (بوسوئه)، کان (کانت)، فیشت (فیشته) بحث به میان آورده‌است.
کریم مجتهدی به استناد چهار نامه‌ای که بدیع‌الملک میرزا در سال ۱۸۸۶ برای محمدحسن امین‌الضرب ارسال کرده، معتقد است که او پرسش‌های خود را با توجه به مسائل فلسفۀ تطبیقی، و متأثر از افکار فیلسوفان نوکانتی مطرح کرده‌است. پرسش‌های بدیع‌الملک نخستین كوشش از سوی پیروان فلسفۀ صدرایی برای آشنایی با فلسفۀ نوكانتی به شمار می‌آید، كه به واسطۀ كم‌اطلاعی حكیمان ایران از فلسفۀ غرب پیگیری نشد.

### پرسش هفتم بدیع‌الملک میرزا
بدیع‌الملک میرزا در پرسش هفتم خود، فیلسوفان غرب را به سه دسته تقسیم كرده؛ كانت و فيخته را به اشتباه باورمند به قدم ماده و قوه و از منكران خدا دانسته‌است. پرسش‌های او حول مباحثی از قبیل حقیقت ذات باری، علم و صفات خداوند، جبر و اختیار، مكان و زمان و ماده، و هدف و غایت از خلقت دور می‌زند.

## آثار
- عمادالحکمه یا ترجمه و شرح فارسی کتاب مشاعر صدرالمتألهین شیرازی
- حکمت عمادیه یا شرح فارسی الدرة‌الفاخرة عبدالرحمن جامی
- چهار نامه به حاج میرزا حسن امین‌الضرب
- شانزده سؤال جدید فلسفی از میرزا علی‌اكبر